# Platyrhynque à queue rousse
Ramphotrigon ruficauda
Espèce
Statut de conservation UICN

 LC  : Préoccupation mineure
Le Platyrhynque à queue rousse (Ramphotrigon ruficauda), aussi appelé Tyran rougequeue, Tyran à queue fauve, Tyran cul-roux et Tyranneau à queue rousse, est une espèce de passereaux de la famille des Tyrannidae,.

## Distribution
Cet oiseau peuple la forêt amazonienne.

## Systématique
Cette espèce est monotypique selon la classification de référence du Congrès ornithologique international (version 9.1, 2019).